# Homem XX
Síndrome De la Chapelle ou Síndrome do Macho XX é uma variação genética, dentro das condições intersexo, rara no qual um individuo com cromossomo sexual XX desenvolve naturalmente como genitais um pénis, testículos e escroto. Geralmente é causada por intercâmbio do gene SRY do cromossomo Y para o cromossomo X do espermatozoide. Foi descrita em 1964 por De la Chapelle. Afeta em 4 ou 5 de cada 100.000 recém-nascidos.
Entre os 200 milhões de brasileiros pode-se estimar entre 8 e 10 mil de pessoas com o Síndrome de Chapelle e um número similar de pessoas com disgenesia gonadal.

## Causa

Translocação (crossing over) de genes na meiose.

Os genes do espermatozóide ou do óvulo podem naturalmente se recombinar durante a a sua formação. Genes responsáveis pelo desenvolvimento genital típico masculino, conhecidos por SRY (Sex-determinant Region Y), que normalmente estão localizados no cromossomo Y podem fazer translocação durante a prófase da meiose para o cromossomo X. Assim o feto nasce com dois cromossomos sexuais X, mas com genes para desenvolver genitais masculinos. Quase 90% das pessoas com tal variação possuem o gene SRY.
Mas também existem diversos casos descritos na literatura de pessoas com esta síndrome e totalmente virilizadas sem genes do cromossomo Y. A aparência pode ser completamente masculina, mesmo com os genes XX. Esse fato indica que existem genes responsáveis pelo desenvolvimento genital masculino que não estão nem no gene SRY ou sequer no cromossomo Y, portanto estão presentes em pessoas do sexo feminino e são inibidos por outros genes.

## Características
Algumas pessoas com esta síndrome são totalmente virilizadas e indistinguíveis de uma pessoa do sexo masculino XY. Durante a adolescência, os testículos produzem testosterona e hormônio antimülleriano induzindo a um processo de virilização que pode ser total ou parcial. 
Sempre são inférteis, por ausência de produção de espermatozoides (azoospermia). A maioria pode ter dois ou mais dos seguintes sinais:
- Distribuição típica feminina dos pelos;
- Testículos menores (microrquidia) ou internos (criptorquidia);
- Estatura menor;
- Seios pequenos (ginecomastia) em 33% dos casos;
- Menos libido;
- Genital ambígua (raro, geralmente associado a falta do gene SRY).

## Diagnóstico
A maioria das pessoas com esta síndrome não apresenta ambiguidade genital, de modo que o diagnóstico pode só ser feito na idade adulta para descobrir a causa da infertilidade ou na época da puberdade quando estas desenvolvem ginecomastia (33%). O diagnóstico geralmente é feito por estudo genético do cariótipo com PCR. O aspecto histológico do testículo assemelha-se ao da síndrome de Klinefelter (XXY). 

## Tratamento
Cirurgia e terapia de reposição hormonal pode tornar a aparência mais masculina ou mais feminina dependendo do desejado pela pessoa. A Sociedade Intersexo Norte Americana (ISNA) recomenda esperar até que o indivíduo possa decidir sobre as características sexuais que prefere ter, no início da adolescência (10 a 13 anos), antes de fazer cirurgia ou tratamento hormonal. Caso o paciente se interesse existem grupos de apoio psicológico para pessoas intersexo na internet e em alguns países.
Terapia de reposição de testosterona para mudar o nível hormonal, evita ginecomastia, e induz o desenvolvimento de características sexuais secundárias masculinas. 